# 唐津市立高島小学校
唐津市立高島小学校（からつしりつ たかしましょうがっこう）は佐賀県唐津市高島にある公立小学校。

## 概要
歴史
1875年（明治8年）に創立。数回の改編・改称を経て、現校名になったのは学制改革が行われた1947年（昭和22年）。2020年（令和2年）に創立145周年を迎えた。
校章
中央に校名の「高」の文字を置いている。

通学区域
住所表記で唐津市の後に「高島」が続く地域。
中学校区は唐津市立第五中学校。

## 沿革
- 1875年（明治8年）[1] - 「高島小学校」が創立。
- 1882年（明治15年）3月 - 統合により、「公立上等満島小学校高島分校」となる[3]。
- 1884年（明治17年）10月 - 統合により、「公立上等唐津小学校 満島分校 高島分教場」となる。
- 1882年（明治25年）4月 - 「高島尋常小学校」（4年制）として独立。
- 1887年（明治30年）- 初めて女子児童が入学する。当時の児童数は32名（男女合計）。
- 1908年（明治41年）- 小学校令改正により、義務教育年限が4年から6年に延長される。このため、尋常科5年および尋常科6年を新設。
- 1923年（大正12年）4月1日 - 統合により、「満島尋常小学校 高島分校」となる。
- 1940年（昭和15年）4月1日 - 満島尋常小学校から分離し、「高島尋常小学校」として独立。
- 1941年（昭和16年）4月1日 - 国民学校令の施行により、「高島国民学校」に改称。尋常科を初等科に改める（初等科6年）。
- 1944年（昭和19年）4月1日 - 高等科（2年制）が併置される。当時の児童数は初等科140名、高等科17名。
- 1947年（昭和22年）4月1日 - 学制改革（六・三制の実施）により、国民学校初等科は「唐津市立高島小学校」（現校名）に改編・改称。 
  - 国民学校高等科生徒は新制中学校「唐津市立第三中学校」に改編される。小学校に併設される。
  - 時期は不明だが、唐津市立第三中学校は後に「唐津市立高島中学校」に改称された。
- 1959年（昭和34年）- 在籍児童数が戦後最大の153名を記録する。
- 1969年（昭和44年）- プールが完成。
- 1975年（昭和50年）- 創立100周年記念式典を挙行。
- 1999年（平成11年）から2000年（平成12年）にかけて新校舎・体育館が完成。
- 2004年（平成16年）3月31日 - 併設の唐津市立高島中学校が閉校。
  - これにより、高島地区の中学生は定期船を利用し、唐津市立第五中学校に通学することになった。
- 2017年（平成29年）4月1日 - 唐津市不登校対策支援特認校に指定される。
- 2021年（令和3年）4月1日 - 島留学児童の受け入れを開始。

## アクセス
- 唐津市 城内東駐車場の近くから定期船・海上タクシーが運航されている。

## 周辺
- 宝当神社

## 参考資料
- 「唐津市史」（1962年（昭和37年）8月, 唐津市史編纂員会）p. 1183

## 関連事項
- 佐賀県小学校一覧